# Hyadum II
Hyadum II (Delta1 Tauri, δ1 Tauri, δ1 Tau) è una stella nella costellazione del Toro e membro dell'ammasso aperto delle Iadi. Il nome tradizionale di Hyadum II (anche Secunda Hyadum) deriva dal latino e significa "Seconda Iade", riferito alle ninfe della mitologia greca. Nonostante abbia ricevuto la lettera greca "δ" (la quarta dell'alfabeto greco) nella nomenclatura di Bayer, con una magnitudine apparente pari a +3,76, è solamente la tredicesima stella più brillante della costellazione. Altre due stelle hanno ricevuto la lettera δ nella nomenclatura di Bayer, Delta2 Tauri e Delta3 Tauri; tuttavia, nonostante anch'esse facciano parte della Corrente delle Iadi, non sono gravitazionalmente legate a Hyadum II.

## Osservazione
La stella è situata circa 3° a ovest della brillante Aldebaran ed è una delle più brillanti dell'ammasso delle Iadi (del quale Aldebaran non fa parte); essa è una delle quattro giganti arancioni dell'ammasso, assieme ad Ain, Hyadum I, γ Tauri e θ1 Tauri. Avendo una declinazione di +17°, Hyadum II è una stella dell'emisfero boreale. Data tuttavia la sua relativa vicinanza all'equatore celeste le sue possibilità di osservazione nell'emisfero australe sono ampie: essa è invisibile solo più a sud del 73º parallelo, cioè solo nelle regioni antartiche. Tuttavia essa apparirà bassa all'orizzonte nord nelle regioni più meridionali del Sudamerica e della Nuova Zelanda. D'altra parte una tale posizione fa sì che la stella risulti circumpolare solo nelle regioni artiche e in quelle più settentrionali della Russia, della Groenlandia, del Canada e dell'Alaska.
Essendo di magnitudine +3,76, la si può osservare anche dai piccoli centri urbani senza difficoltà, sebbene un cielo non eccessivamente inquinato sia maggiormente indicato per la sua individuazione. Il periodo migliore per la sua osservazioni ricade nei mesi dell'inverno boreale, da ottobre ad aprile.

## Caratteristiche fisiche
δ1 Tauri è una gigante giallo-arancione di tipo spettrale K0III, a volte classificata anche di classe G9,5III. Questa stella è già passata attraverso la fase di sequenza principale, e divenuta una gigante sta ora fondendo l'elio all'interno del suo nucleo. 
Sulla base delle misure di parallasse del satellite Hipparcos, la stella si trova a circa 155 anni luce dalla Terra. Il diametro angolare è stato misurato con tecniche interferometriche: è risultato un raggio 12 volte il raggio solare. Inoltre la stella irradia circa 68 volte la luminosità del Sole ed ha 2,6 volte la sua massa.
Hyadum II è catalogata come sospetta variabile con la designazione di NSV 1582; la sua magnitudine varia da 3,72 a 3,77 in un arco di tempo non ben definito.
La stella non è comunque una stella singola; una compagna di tredicesima magnitudine si trova a quasi due minuti d'arco dalla gigante ma probabilmente non è legata gravitazionalmente ad essa, tuttavia è certa la presenza di una compagna spettroscopica. Un'occultazione lunare ha permesso di rilevare la presenza di una debole nana rossa di tredicesima magnitudine, situata ad una distanza reale dalla gigante di 1,9 UA, attorno alla quale ruota in un periodo di circa 530 giorni.